# دامیان مانوسویچ
دامیان مانوسویچ (انگلیسی: Damián Manusovich؛ زادهٔ ۳۰ آوریل ۱۹۷۳) بازیکن فوتبال اهل آرژانتین است.
از باشگاه‌هایی که در آن بازی کرده‌است می‌توان به باشگاه فوتبال ولز سارسفیلد و باشگاه فوتبال الچه اشاره کرد.